# Mital-U
Mital-U (Eigenschreibweise: mital-U) ist ein Schweizer Independent-Label mit Schwerpunkt auf Post-Punk, New Wave und Dark Wave. Das Musiklabel wurde 1996 von Bruno Waser (mittageisen) gegründet und konzentriert sich auf die Produktion und den Vertrieb von elektronisch geprägter Musik (Swiss Wave). Neben der Tätigkeit als Label fungiert Mital-U auch als Musikverlag (Luna-MB-Musik).

## Geschichte
Der eigentliche Anfang in der Musik-Produktion reicht zurück in das Jahr 1980, als Bruno Waser die erste Punk-LP (Crazy) der Schweiz produzierte. Anschliessend folgte die Produktion von weiteren Platten für die Luzerner Punks Crazy wie auch für die eigene Band mittageisen.
Jahre später, 1991, folgte die Produktion einer Crazy-Compilation-CD, gefolgt 1994 vom Album alles ist anders … nichts hat sich geändert von mittageisen. Zwei Jahre später, nach dem Erkennen des Potenzials des Internets als unabhängiger Vertriebskanal und der Produktion weiterer Tonträger, folgte die Gründung des Platten-Labels Mital-U.
Seit der Produktion des Videos zu Grauzone's Eisbaer engagiert sich Mital-U vermehrt auch in Video-/Film-Projekten zu alternativer Musik und subkulturellen Bewegungen.

## Künstler und Bands
Mital-U arbeitet und/oder arbeitete unter anderem mit folgenden Künstlern und Bands zusammen:
- Crazy
- Toini
- mittageisen
- Grauzone
- The Vyllies
- mev2 (mittageisen v2)